# 阿曇磯良
阿曇磯良（アズミノイソラ）為日本神道的海神，亦是阿曇氏（安曇氏）的祖神，別名有磯武良等。

## 概要
記錄石清水八幡宮緣起的《八幡愚童訓》裡出現「阿曇磯良是志賀海大明神」，可知此神為志賀海神社（今福岡縣福岡市東區）之祭神（今改祀綿津見三神），同時自古以來阿曇氏便掌管該社祭祀之事。根據民間傳說，阿曇磯良乃豐玉毘賣命之子，和天津日高日子波限建鵜草葺不合命為同一神；《八幡宮御緣起》亦提到磯良和春日大社祭祀的天兒屋根命乃同一神。《太平記》稱阿曇磯良為「阿度部（あとべ）的磯良」，在神功皇后征伐三韓之際招來神明相助，阿度部的磯良躲在海底，因臉上附有牡蠣和鮑魚，相貌難看而羞於現身。於是住吉神在海中搭建舞台，表演磯良喜愛的樂舞以引誘之。磯良果然現身，並向神宮皇后獻上祂向龍宮商借的潮盈珠、潮乾珠，後來神功皇后以此對可以控制潮汐的龍珠淹死三韓將兵，打了勝仗。
《筑前國風土記》軼文指出：神功皇后前往征伐三韓時途經志賀島，阿曇氏祖神阿曇磯良擔任其舵手駕駛船隻。另外也有阿曇磯良丸的別名，有人說「丸」就是現代用於船名的由來，但也有其他說法，莫衷一是。宮中傳承的神樂《阿知女作法》，其中的「阿知女（あちめ）」指的就是「阿曇」、「阿度部」。

## 信仰
日本祭祀阿曇磯良的神社主要有下列：
- 和布刈神社（福岡縣北九州市）
- 磯良丸神社（福岡縣大川市）：風浪宮之攝社。

## 內部連結
- 阿曇氏

## 外部連結
- （日語）阿曇(安曇)氏[永久]
- （日語）磯良崎と磯良神